# 神戸学院女子短期大学
神戸学院女子短期大学（こうべがくいんじょしたんきだいがく、英語: Kobe Gakuin Women's College）は、兵庫県神戸市長田区林山町27-1に本部を置いていた日本の私立大学である。1952年に設置され、2006年に廃止された。

## 概要

### 大学全体
- 兵庫県神戸市長田区に所在した日本の私立短期大学で、設置主体は学校法人神戸学院[1]。
- 1952年に神戸森女子短期大学として開学。当初は、家政科のみの単科短大だったが、学科の増設により最大で3学科を擁するようになった。
- 2004年度の入学生を最後に[注釈 1]、2006年に短期大学としての使命を終える[2]。

### 建学の精神（校訓・理念・学是）
- 神戸学院女子短期大学における建学の精神は「確固不抜の信念の確立」・「恩謝の情操を陶磁」・「自守自治の精神を『経』とし、自学自習を『緯』とする」となっていた。

### 教育および研究
- 神戸学院女子短期大学における教育
  - 家政科：「栄養」・「食文化」・「生活文化」・「生活情報」の各コースがあった[3]。
  - 文芸科：「文芸」・「英語メディア」・「造形芸術」・「音楽文化」・「情報文化」・「日本文化」の各コースがあった[4]。
- 国際教養科：「英語コミュニケーション」・「国際ビジネス」・「情報処理」の各コースがあった[5]。

### 学風および特色
- 神戸学院女子短期大学には、同区内に2つのキャンパスを設けていた[6]。
- 「クラスアセンブリー」があった。

## 沿革
- 1912年
  - 森わさによる森女学校が創設される。
- 1923年
  - 高等女学校に昇格。
- 1951年
  - 3月12日 学校法人神戸森学園の設置が認可される[7]。
- 1952年
  - 3月5日 左記を以て文部省[注 4]より短期大学の設置が認可される[8]。
  - 4月1日 神戸市兵庫区において神戸森女子短期大学（こうべもりじょしたんきだいがく）として開学。なお設置学科は以下の通りとなっている[9]。
    - 家政科第二部 入学定員60名
- 1954年
  - 4月1日 以下の学科が増設される[10]。
    - 家政科
      - 第一部 入学定員60名
      - 第二部 入学定員40名[注 5]

    - 文芸科 入学定員40名

  - 5月1日 学生数[11]/定員
    - 家政科
      - 第一部 45[注釈 2]/80
      - 第二部 47[注釈 2]/80

    - 文芸科 15[注釈 2]/40
- 1961年
  - 4月1日 家政科第一部の入学定員を40→60に増員[12]。
  - 5月1日 学生数[13]/定員
    - 家政科
      - 第一部 152[注釈 2]/100
      - 第二部 51[注釈 2]/80

    - 文芸科 47[注釈 2]/80
- 1966年
  - 4月1日 神戸学院女子短期大学と改称[14]。
  - 5月1日 学生数[15]/定員
    - 家政科
      - 第一部 132[注釈 2]/120
      - 第二部 110[注釈 2]/80

    - 文芸科 105[注釈 2]/80
- 1973年
  - 5月1日 学生数[16]/定員
    - 家政科
      - 第一部 147[注釈 2]/120
      - 第二部 86[注釈 2]/80

    - 文芸科 159[注釈 2]/80
- 1975年
  - 5月1日 学生数[17]/定員
    - 家政科
      - 第一部 237[注釈 2]/120
      - 第二部 164？[注釈 2]/80

    - 文芸科 165[注釈 2]/80
- 1976年
  - 神戸市長田区西山町の学舎を使用開始[18]。
  - 3月31日 左記をもって家政科第二部を正式に廃止とする[19]。
  - 4月1日 以下の学科について入学定員を以下の通り増員する[19]。
    - 文芸科 40→100[注釈 3]
    - 家政科 60→100[注釈 3]
- 1976年
  - 5月1日 学生数[21]/定員
    - 家政科 388[注釈 2]/160
    - 文芸科 282[注釈 2]140
- 1980年
  - 長田区西山町の学舎を壊して新築し、長田学舎とした（後の第二キャンパス）[18]。
- 1986年
  - 長田区林山町に林山学舎開設（後の第一キャンパス）。旧・兵庫学舎は系列高校専用となる[22]。
  - 4月1日 学科の定員増を以下の通り行う[注 6]。
    - 家政科 100[注釈 4]→200[注釈 5]
    - 文芸科 100[注釈 4]→200 [注釈 5]
- 1986年
  - 5月1日 学生数[27]/定員
    - 家政科 607[注釈 2]/300
    - 文芸科 549[注釈 2]/300
- 1992年
  - 5月1日 学生数[注 7]/定員
    - 家政科 558[注釈 2]/400
    - 文芸科 558[注釈 2]/400
- 1994年
  - 4月1日 以下の学科を増設する[30]。
    - 国際教養科 入学定員100名[注釈 6]

  - 同 文芸科の入学定員を200[32]→180[注釈 6]に減員[30]。
- 1994年
  - 5月1日 学生数[33]/定員
    - 家政科 471[注釈 2]/400
    - 文芸科 503[注釈 2]/380
    - 国際教養科 110[注釈 2]/400
- 1999年
  - 4月1日 留学生別科を設置[34]。
  - 5月1日 学生数[35]/定員
    - 家政科 552[注釈 2]/400
    - 文芸科 233[注釈 2]/400
    - 国際教養科 246[注釈 2]/200
- 2000年
  - 4月1日 学科の定員減を以下の通り行う[36]。
    - 家政科 200→190
    - 文芸科 180→171
- 2000年代
  - 4月1日 学科の定員減を以下の通り行う。
    - 家政科 190→100
- 2003年
  - 4月1日 文芸科の学生募集を最終とする[注 8]
- 2004年
  - 4月1日 この年度で学生募集を最終とする[注釈 1]。
- 2005年
  - 3月31日 左記をもって文芸科を正式に廃止とする[1]。
- 2006年
  - 9月12日 左記をもって正式に廃止とする[2]。

## 基礎データ

### 所在地

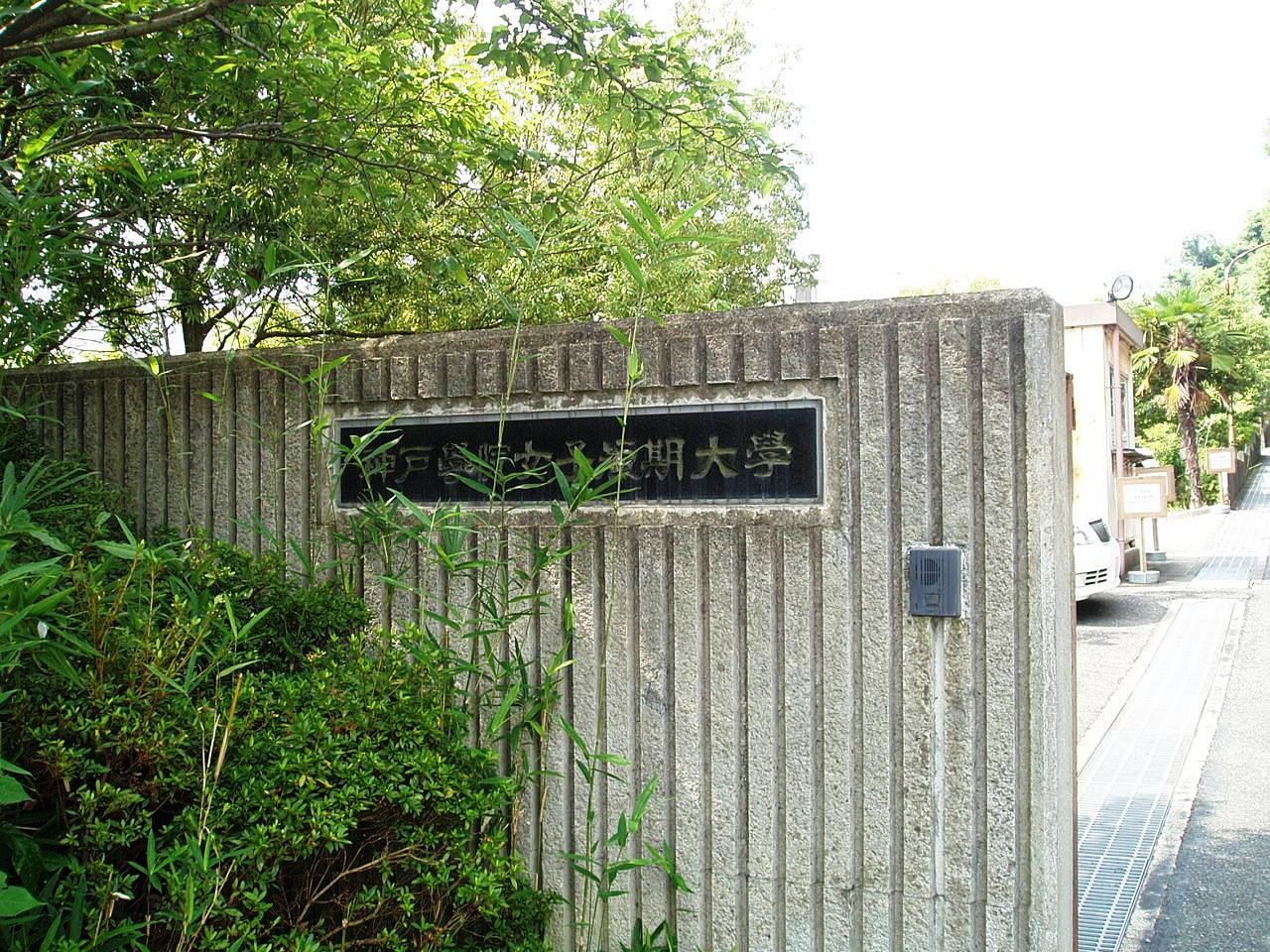
第一キャンパス正門の銘板（2015年8月）

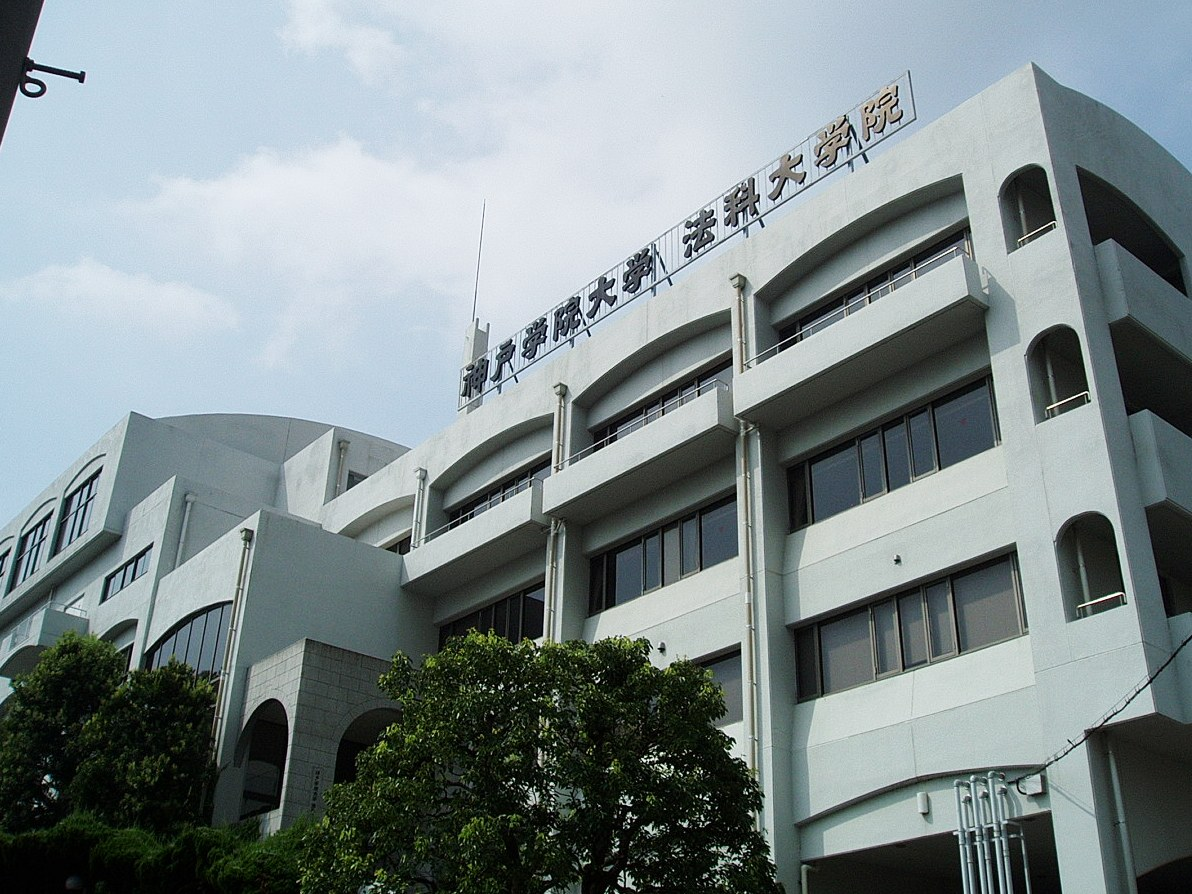
第二キャンパス（後の神戸学院大学法科大学院学舎、2015年8月）

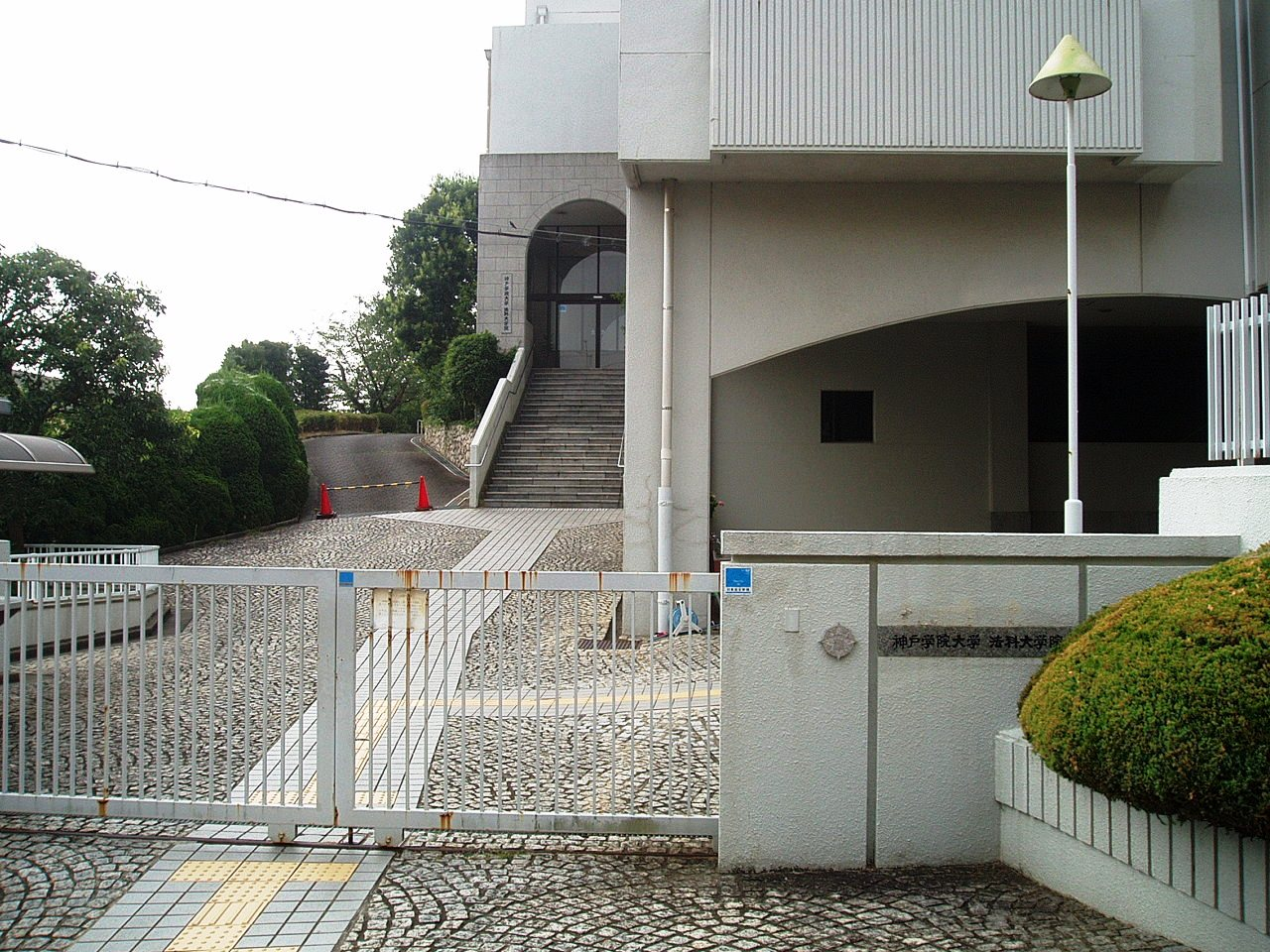
第二キャンパス正門（2015年8月）

- 第一キャンパス（兵庫県神戸市長田区林山町27-1）

現阪神自動車航空鉄道専門学校学舎
- 第二キャンパス（兵庫県神戸市長田区西山町2-3-3）

神戸学院大学法科大学院学舎（2004年から2015年）
神戸教育短期大学学舎（2019年4月から）　
学校法人神戸学院は、2018年に学校法人夙川学院に旧法科大学院の跡地と建物を売却している。

### 象徴
- 神戸学院女子短期大学のカレッジマークは右記資料にあり[39]。

## 教育および研究

### 組織

#### 学科
- 家政科
  - 第一部 入学定員100名[注釈 7]
  - 第二部  入学定員40名[注 9]
- 文芸科 入学定員X名[注 10]
- 国際教養科 入学定員100名[注釈 7]

#### 専攻科
- なし

#### 別科
- 留学生別科

#### 取得資格について
資格
- 栄養士：家政科栄養コースにて設置されていた。
- 司書教諭
  - 家政科
  - 文芸科

教職課程
- 中学校教諭二種免許状が設置されていた[注 11]
  - 家庭：家政科[注 12]
  - 国語：文芸科
  - 英語：国際教養科
- 概ね1954年度あたりでは、高等学校教諭免許状として家政科一部・二部で（家庭）、文芸科で（国語）がそれぞれ設置されていた[45]。

### 研究
- 『神戸学院女子短期大学紀要』[46]。
- 『神戸森女子短期大学紀要』[47]

## 学生生活

### 部活動・クラブ活動・サークル活動
- 神戸学院女子短期大学で活動していたクラブ活動[48]
  - 体育系：バスケットボール・卓球・テニス・バレーボール・バドミントン・柔道などがあった。
  - 文化系：箏曲・華道・茶道・演劇・軽音楽・フォークソング・美術・文芸・調理・食物・合唱・放送・写真・漫画アニメ・スキー・手話・エアロビクスなどがあった。

### 学園祭
- 概ね10月に大学祭を行っていた[49]。

### スポーツ
- 「全神戸女子短期大学総合体育大会」や「全国私立短期大学体育大会」への参加、「スポーツ祭」などが行なわれていた[49]。

## 大学関係者と組織
- 神戸学院女子短期大学の同窓会は「白梅会」と称する[50]
- 中野文門 - 森学園理事長

### 教員
- 中西勝 - 教授。洋画家。

### 出身者
- 萩原麻里 - ライトノベル作家
- 西川葉月 - 声優

## 施設

### キャンパス

#### 第一キャンパス
- 使用学科：家政科・国際教養科
- 使用専攻科：なし
- 使用附属施設：なし

#### 第二キャンパス
- 使用学科：文芸科
- 使用専攻科：なし
- 使用附属施設：なし

### 寮
- 神戸学院女子短期大学には「正受寮」と称した学生寮があった[51][52]。

## 対外関係

### 他大学との協定
- ロンドン大学：イギリス

### 系列校
- 神戸学院大学
- 神戸学院大学附属高等学校

## 社会との関わり
- 公開講座を催していた。

## 卒業後の進路について

### 編入学・進学実績
- 系列となっている神戸学院大学への編入学実績が盛んであったが、それ以外では以下のものがあげられる[53]。
  - 家政科：花園大学・関西大学・関西福祉科学大学・梅花女子大学・甲子園大学・くらしき作陽大学などがある。
  - 文芸科：実践女子大学・追手門学院大学・神戸国際大学・甲南女子大学などがある。
  - 国際教養科：神戸市外国語大学・大阪産業大学・桃山学院大学・英知大学・神戸親和女子大学・園田学園女子大学・宮崎国際大学などがある。